# Bathophilus pawneei
Bathophilus pawneei és una espècie de peix de la família dels estòmids i de l'ordre dels estomiformes.

## Morfologia
- Els mascles poden assolir 12,2 cm de longitud total.[4][5]

## Hàbitat
És un peix marí i d'aigües profundes que viu entre 100-3.000 m de fondària.

## Distribució geogràfica
Es troba a l'Atlàntic oriental (des del Marroc fins a Mauritània, i des del Camerun fins al Gabon), el sud-oest de l'Atlàntic (Brasil), l'Índic i el Pacífic.